# Avenue de Castres
L'avenue de Castres (en occitan : avenguda de Castres) est une voie de Toulouse, chef-lieu de la région Occitanie, dans le Midi de la France.

## Situation et accès

### Description
L'avenue de Castres est une voie publique. Elle traverse les quartiers de Guilheméry et du Château-de-l'Hers, tous deux dans le secteur 4 - Est.
Elle correspond à une partie de l'ancienne route départementale 1, qui allait de Toulouse à Mazamet, dans le Tarn, par Soual. En 1933, elle est absorbée par la nouvelle route nationale 621, qui suit le même itinéraire. À la suite de la réforme de 1972 cependant, le tronçon de Toulouse à Soual devient la route nationale 126. En 2006, la route est déclassée dans la voirie départementale entre Toulouse et Scopont et devient la route départementale 126 dans Toulouse intra-muros. En 2017 finalement, la gestion de la partie de la route qui se trouve sur le territoire de Toulouse Métropole est confiée à cette collectivité territoriale et elle devient la route métropolitaine 126.
La chaussée compte une voie de circulation automobile dans chaque sens. Il existe une bande cyclable du côté des numéros pairs entre l'avenue Camille-Pujol et l'avenue des Tilleuls, et du côté des numéros impairs entre l'avenue Jacques-Chirac et l'avenue Jean-Gonord – dans les deux cas dans le sens « montant ».

### Voies rencontrées
L'avenue de Castres rencontre les voies suivantes, dans l'ordre des numéros croissants (« g » indique que la rue se situe à gauche, « d » à droite) :
1. Avenue Jean-Chaubet (g)
2. Chemin des Fontanelles (g)
3. Avenue Camille-Pujol (d)
4. Avenue des Tilleuls (d)
5. Rue Alexandre-Ducos (d)
6. Boulevard Deltour (d)
7. Rue Henriette-Achiary (d)
8. Rue de la Feuilleraie (g)
9. Rue Jean-Cricq (d)
10. Rue Plantier (d)
11. Avenue Jacques-Chirac (g)
12. Rue Mascard (d)
13. Passage André-Rigaud (g)
14. Rue du Tourmalet (d)
15. Rue de l'Aubisque (d)
16. Rue de Carcassonne (g)
17. Rue Alfred-Grandidier (d)
18. Chemin du Château-de-l'Hers (g)
19. Rue des Îles (g)
20. Avenue de Lasbordes (d)
21. Rue des Ifs (g)
22. Rue de l'Invalide (g)
23. Avenue Jean-Gonord (d)
24. Périphérique / autoroute des Deux Mers (A61) - Échangeur no 17

### Transports
L'avenue de Castres est parcourue et desservie sur toute sa longueur par la ligne du Linéo L1. Elle est également desservie, entre le boulevard Deltour et l'avenue Jacques-Chirac, par les lignes de bus 2337 et, entre le chemin du Château-de-l'Hers et la rue des Îles, par la ligne de bus 19. Elle se trouve en revanche relativement éloignée des stations de métro.
L'avenue et les rues adjacentes sont également équipées de plusieurs stations de vélos en libre-service VélôToulouse : les stations no 213 (129 avenue Camille-Pujol), no 214 (48 avenue de Castres) et no 256 (175 avenue de Castres). Les deux premières, situées sur les pentes de la butte du Calvinet, sont depuis 2017 considérées comme des stations Bonus, qui permettent de cumuler du temps supplémentaire pour les abonnés qui y ramènent leur vélo.

## Odonymie
L'avenue tient son nom de la commune de Castres, sous-préfecture du département du Tarn, à laquelle la route départementale aboutissait. Elle a parfois été désignée comme l'avenue de Bonhoure, du nom du quartier qu'elle traversait, mais cette appellation fut officiellement écartée en 1913.

## Histoire
La densification du quartier entraîne la disparition des maisons de banlieue et des maisons de plaisance du XIXe siècle ou du début du XXe siècle. En 2016, la construction de la résidence Altéa entraîne la destruction de la villa Hélène, une maison bourgeoise des années 1920 (ancien no 225). Plusieurs maisons toulousaines ont également disparu au profit d'ambitieux programmes de logements, tel Les Jardins du Parc (actuel no 196), alors que certaines ont été complètement transformées (actuel no 5).

## Patrimoine et lieux d'intérêt

### Maisons toulousaines
- no 28 : maison toulousaine[9].
- no 137 : maison toulousaine[10].
- no 139 : maison toulousaine[11].
- no 141 : maison toulousaine[12].
- no 143 : maison toulousaine[13].
- no 145 : maison toulousaine[14].
- no 163 : maison toulousaine[15].
- no 165 : maison toulousaine[16].
- no 167 : maison toulousaine[17].
- no 169 : maison toulousaine[18].
- no 171 : maison toulousaine[19].
- no 192 : maison toulousaine[20].
- no 200 : maison toulousaine[21].
- no 206 : maison toulousaine[22].
- no 208 : maison toulousaine[23].

### Cité de l'Hers
La cité de l'Hers est aménagée entre 1953 et 1956 sur les plans de l'architecte Paul de Noyers pour le compte de la Société toulousaine de construction et de gérance d'immeubles (SOTOCOGI), une société immobilière privée. Elle occupe un vaste terrain de 72 000 m2, entre le chemin du Château-de-l'Hers et l'avenue de Castres, suivant la pente du coteau de la colline du Calvinet. Elle est traversée par les rues de Carcassonne, de Castelnaudary et de Foix. Elle est composée de 41 immeubles, pour la plupart des bâtiments bas comptant un ou deux étages, et de tailles différentes, pour un total de 310 logements. Ils sont disposés sur une orientation est-ouest, dans le sens de la pente, au cœur d'un vaste parc collectif arboré.
Entre 2018 et 2020, la cité est rénovée dans le cadre d'une opération programmée pour l'amélioration de l'habitat (OPAH).

### Immeubles et maisons
- no 19 : maison Lasserre-Baradat. 
En 1943, Jean Lasserre, ingénieur des travaux publics de l'État, fait transformer le bâtiment de dépendances de la maison qu'il possède (actuel no 23) : le bâtiment est agrandi vers le jardin. En 1946, la propriété est scindée et le bâtiment des dépendances passe à M. Baradat, également ingénieur des travaux publics de l'État, qui réalise lui-même la surélévation d'un étage et la création du garage, du côté du chemin des Fontanelles, afin d'y aménager son domicile. 
La maison, de style Art déco, se développe sur trois niveaux : un rez-de-chaussée, un étage et un comble. La façade est mise en valeur par la maçonnerie rustique de moellons de pierre, qui monte jusqu'au milieu du 1er étage, et de rangées de brique pour les niveaux supérieurs. La façade principale étant tournée vers le jardin, la maison ne présentant sur l'avenue de Castres qu'une façade étroite que souligne la travée de l'angle en arrondi. Les fenêtres ont des linteaux en ciment et sont de dimensions différentes, simples, doubles, voire triples. Au niveau du comble, les fenêtres sont plus petites et leurs allèges sont soulignées d'une rangée de moellons. Les élévations sont couronnées d'un large avant-toit soutenu par des aisseliers en bois[25].

- no 23 : maison[26].
- no 35 : maison[27].
- no 43 : maison[28].
- no 58 : maison de quartier[29].
- no 104 : maison[30].
- no 120 : maison[31].
- no 147 : maison.
- no 162 : maison[32].
- no 211 : maison.

### Parc de la Grande Plaine
Le parc de la Grande Plaine est créé en 1991, dans le cadre de la réalisation de la zone d'aménagement concerté (Z.A.C.) de la Grande Plaine. Il occupe une vaste quadrilatère de 10 hectares, limité à l'ouest par l'avenue Jean-Gonord, au nord par l'avenue de Castres, à l'est par le périphérique (autoroute A61) et au sud par la Cité de l'espace. Il s'inscrit dans le corridor biologique de l'Hers et il est d'ailleurs prolongé par la voie verte de la Vallée de l'Hers qui rejoint, au nord, au-delà de l'avenue Jean-Chaubet, la zone verte des Argoulets, et, au sud, la route de Revel. Il regroupe plusieurs zones d'activités ludiques et sportives : une aire de jeux pour enfants, un skatepark, un circuit de BMX, un parcours de jogging, deux terrains de football. Le parc est paysagé et une partie est occupée par une roseraie.